# Cayaponia denticulata
Cayaponia denticulata là một loài thực vật có hoa trong họ Cucurbitaceae. Loài này được Killip ex C.Jeffrey mô tả khoa học đầu tiên năm 1971.